# Вольф, Генрих (скрипач)
Генрих Вольф (нем. Heinrich Wolff; 1 января 1813, Франкфурт-на-Майне — 24 июля 1898, Лейпциг) — немецкий скрипач и композитор.
Вырос в Лондоне, где учился у Паоло Спаньолетти, в девятилетнем возрасте дебютировал на музыкальном фестивале в Бате. Вернувшись во Франкфурт, продолжил образование под руководством Франца Ксавера Шнидера фон Вартензе, затем занимался в Вене у Йозефа Майзедера и Игнаца фон Зайфрида.
В 1830—1838 гг. широко гастролировал по разным странам Европы, посетив Англию, Францию, Бельгию, Нидерланды, Россию, Данию и Швецию (где в 1838 г. был избран членом Королевской академии музыки). После этого в 1838—1878 гг. концертмейстер Франкфуртского городского театра.
Написал шесть симфоний, четыре скрипичных концерта, девять струнных квартетов, шесть струнных квинтетов, множество скрипичных пьес, однако почти всё это осталось неопубликованным.